# 東螺溪
東螺溪，依照每個時期與地區的不同稱呼，分別稱舊濁水溪、北斗溪或麥嶼厝溪，是臺灣西部的一條河川，流域全境位於彰化縣，長約30餘公里，是濁水溪沖積扇分流之一，曾經兩度成為古濁水溪下游主流，後因西螺溪變為主流，故西螺溪改稱「濁水溪」，東螺溪則改稱「舊濁水溪」。

## 歷史
濁水溪含沙量高易發生水災，於二水、林內附近後出了山區後，河道不固定，南北擺盪，經常氾濫，造成沿岸居民遷移。
古濁水溪有三條分流。伊能嘉矩在《台灣文化志》記載濁水溪變遷的過程。大約明末清初時期，濁水溪有三大分流，由北往南分別為：
- 東螺溪：當時由北斗經二林，於現今福興鄉與芳苑鄉的界溪「漢寶溪」出海，就是今天的「舊濁水溪」[6]。
- 西螺溪：流經現今西螺鎮，由大城鄉台西村海湧厝庄、崁頭厝出海，即今天的「濁水溪」下游河道[6]。
- 虎尾溪：經斗六市，於海口厝庄台西村出海，即現今位於雲林縣境內的「舊虎尾溪」[6]。

康熙三十九年（1700年）郁永河在《裨海紀遊》中寫道：
|  | 至東螺溪，與西螺溪廣正等，而水深湍急過之。轅中牛懼溺臥而浮，番兒十餘，扶輪以濟，不溺者幾矣。 |

清代藍鼎元在所著《東征集》中說：
|  | 於辛丑秋初，巡斗六門而北，將之半線，至溪岸，稍坐，令人馬皆少休。已而揚鞭疾馳，水半馬腹，車牛皆騰躍而過。亦奇景也！溪源出水沙連，合猫丹蠻蠻之濁流，為濁水溪。從牛相觸二山間流下，北分為東螺溪。又南匯阿拔泉之流，為西螺溪。阿拔泉溪發源阿里山。過竹腳寮山為阿拔泉渡。西入於虎尾四溪。牽合雜錯，而清濁分明。虎尾純濁，阿拔泉純清；惟東螺清濁不定，且沙土壅決，盈涸無常。吾友阮子章云：『去年虎尾寬，今年虎尾隘。去年東螺乾，今年東螺澮。』又云：『餘流附入阿拔泉，虎尾之名猶相沿。』 |

日治時期撰寫《台灣三字經》的王石鵬曾寫道：
|  | 虎尾溪，牛相觸，東西螺，分委曲。 |

上述文獻描寫出往昔東螺溪的水流急促、流路不穩定，清濁不定，變化無常的特性，以及東西螺溪分流的情形
清乾隆年間，以「舊濁水溪」為最大的分流，也就是當年的「主流」。嘉慶年間，主流往北移動，「西螺溪」（今濁水溪）成為最大分流。日治初期的1898年發生「戊戌大水災」，濁水溪支流與清水溪上游草嶺潭崩潰，原有河流改道，洪水匯流於舊濁水溪，濁水溪主流再度往北移動，東螺溪（舊濁水溪）變成主流。1904年出版的台灣堡圖即把現今的東螺溪稱為濁水溪，由二水流向西北，於鹿港和芳苑漢寶之間出海，與西螺溪同為當時濁水溪下游的主流，埤頭以上的網流非常發達；石埤以下發生分流，北支流由鹿港西側粘厝村北方入海，稱為「臺灣溝」，南支分流至王功北面漢寶入海，南北二河口相距8公里，而南支流為主，北支流為次。
1911年濁水溪平原發生大洪水後，日人成立「濁水溪治水工事事務所」，分三期進行濁水溪整治工作。從1911年開始，日本政府在二水鐵路橋上下游兩岸興建下水埔、新虎尾、林內等堤防，將原來巨幅擺盪的河道截堵成現在的濁水溪樣貌。1912年（大正元年）12月，臺灣總督府開始進行鐵路橋兩側的濁水溪護岸堤防工程，隔年3月完工。同年7月，鐵橋北岸堤防便因洪水而潰決。1918年（大正七年），再度進行濁水溪護岸堤防工程，上起濁水（今名間鄉治），下至下海墘（今大城鄉台西村），2年後完工，堤防總長度達76公里。自此，舊濁水溪成為今溪州鄉、北斗鎮、埤頭鄉、溪湖鎮、二林鎮、芳苑鄉、福興鄉的排水渠道，於福興鄉麥嶼厝出海，故又稱「麥嶼厝溪」。到了1926年，濁水溪下游主流明顯地幾乎都集中到今天的濁水溪（西螺溪）流路，其他分流明顯萎縮。戰後至今，受到河川整治影響，濁水溪下游主流已完全集中於西螺溪流路，其他分流包括東螺溪皆明顯萎縮，變成一般溝渠的「排水」水路。

## 水文
目前東螺溪（舊濁水溪）發源於溪州鄉下水埔，水源為濁水溪北岸的八堡圳與莿仔埤圳之圳水。主流域從溪州鄉經北斗鎮沿田尾鄉、埤頭鄉、二林鎮、溪湖鎮、埔鹽鄉等鄉鎮邊界流入福興鄉，最後與員林大排會合，注入臺灣海峽。上游稱為「北斗濁水溪」，由東南向西北行，至北斗鎮西邊中寮附近，與另一支流北斗清水溪合流，於中游匯入田尾、溪湖、舊眉、泉成、挖子與石埤腳等排水支線，至下游石埤腳附近分為南北兩股，北股分流為麥嶼厝溪，其自分流點轉向北行，匯入埔鹽與阿力排水支線後出海；南股分流俗稱漢寶溪，向西北行，匯合西庄子排水支線經漢寶合作農場北端出海。全線自下水埔至麥嶼厝溪出海口，全長約33.7公里，集水面積18,608公頃。

## 人文
「溪州」地名的由來，係由於該地為東螺溪與西螺溪之間的氾濫平原，所以稱之為「溪州」，即「溪上的沙洲」之意。

## 異溪同名
清代文獻中所指的東螺溪，與今日河道並不相同。例如清康熙三十五年（1696年）高拱乾所撰的《臺灣府志》描述：「東螺溪自斗六門與吼尾溪（虎尾溪）同流，西至東螺之眉裏社分支北流，西過西螺社，又西過麻芝乾社，為北社溪。西入於海。」以及康熙五十六年（1717年）陳夢林所修的《諸羅縣志》提到：「東螺溪分自虎尾溪之牛相觸，北折而西，過打馬辰、樹仔腳、貓兒干，匯於海豐港，入於海。」皆與今日地圖所繪不同。就此問題，當代學者指出：在清代文獻中所指之東螺溪，即今日之西螺溪。